# Transformació lineal directa
La transformació lineal directa (TLD) (en anglès DLT) és un algoritme que soluciona un conjunt de variables d'un conjunt de relacions de semblança: 
{\displaystyle \mathbf {x} _{k}\propto \mathbf {A} \,\mathbf {y} _{k}} per{\displaystyle \,k=1,\ldots ,N}
en què {\displaystyle \mathbf {x} _{k}} i {\displaystyle \mathbf {y} _{k}} són vectors coneguts, {\displaystyle \,\propto } denota igualtat d'una multiplicació escalar desconeguda i {\displaystyle \mathbf {A} } és una matriu (o transformació lineal) que conté les incògnites que han de ser resoltes.
Aquest tipus de relació apareix freqüentment en geometria projectiva. Els exemples pràctics inclouen la relació entre punts 3D en una escena i la seva projecció cap al pla de la imatge d'una càmera estenopeica, i homografies.
Un sistema d'equacions lineals comú
{\displaystyle \mathbf {x} _{k}=\mathbf {A} \,\mathbf {y} _{k}} per {\displaystyle \,k=1,\ldots ,N}
pot ser resolt, per exemple, reescrivint-lo com a equació matricial {\displaystyle \mathbf {X} =\mathbf {A} \,\mathbf {Y} } en què les matrius {\displaystyle \mathbf {X} } i {\displaystyle \mathbf {Y} } continguin els vectors {\displaystyle \mathbf {x} _{k}} i {\displaystyle \mathbf {y} _{k}}
en les seves columnes respectives. Només existeix una solució, que s'obté de:
{\displaystyle \mathbf {A} =\mathbf {X} \,\mathbf {Y} ^{T}\,(\mathbf {Y} \,\mathbf {Y} ^{T})^{-1}.}
També es poden descriure solucions en cas que les equacions siguin sobredeterminades o indeterminades.
El que fa que el problema de la transformació lineal directa sigui diferent del del cas estàndard anterior és el fet que els costats esquerre i dret de l'equació definitòria poden diferenciar-se en un factor multiplicador desconegut que sigui dependent de k. Com a conseqüència, {\displaystyle \mathbf {A} } no pot ser computada com en el cas estàndard. En comptes d'això, les relacions de semblança són reescrites com a equacions lineals homogènies que poden ser resoltes amb un mètode estàndard. La combinació de reescriure les equacions de semblança com a equacions linears homogènies i resoldre-les mitjançant mètodes estàndards és anomenat algoritme de transformació lineal directa o algoritme de TLD. La TLD s'atribueix a Ivan Sutherland.